# Leticia Martínez Cárdenas
Bárbara Leticia Martínez Cárdenas (Ciudad de México; 4 de diciembre de 1944-San Antonio, Estados Unidos; 4 de junio de 2014) fue una historiadora, investigadora, archivista y escritora mexicana. Especializada en historia del noreste de México durante el siglo XIX y durante la Revolución mexicana, destacó por ser la primera mujer en dirigir el Archivo General del Estado de Nuevo León.

## Biografía
Estudió Historia en la Universidad Iberoamericana, y realizó sus prácticas profesionales en los archivos de Tlaxcala y de Ciudad de México.  En 1980 fue nombrada directora del Archivo General del Estado de Nuevo León, cargo que desempeñó hasta el 2001. Durante su gestión, el archivo fue trasladado a una nueva sede (en el cruce de Juan I. Ramón y Zaragoza, en el centro de Monterrey), se le expidió un reglamento interior, se sumaron a su acervo una fototeca, una videoteca y una mapoteca, se estableció la biblioteca "Ricardo Covarrubias", se publicaron las colecciones editoriales "Orgullosamente bárbaros" y "Cuadernos del archivo" y se inició el rescate de los archivos municipales.
Además, fue vocal de la Comisión Estatal de Monumentos de Nuevo León (1987), consejera del Fondo Editorial de Nuevo León (1991) y presidenta de la Sociedad Nuevoleonesa de Historia, Geografía y Estadística, A.C. (1989), siendo la primera mujer en presidir dicha organización. 

## Premios y distinciones
- Medalla de Acero al Mérito Histórico "Capitán Alonso de León", en 1990.
- Mención Nacional al Mérito Archivístico, otorgado por el Archivo General de la Nación en 1992.
- Presea al Mérito Cívico "Estado de Nuevo León", en 1996.

## Obras publicadas
Entre sus obras destacan: 
- El general José E. Santos. Actuación revolucionaria y política (Archivo General de Nuevo León, 1986).
- De médicos y boticas. Nuevo León, 1826-1905 (Archivo General de Nuevo León, 1989).
- Para efectos de la guerra: correspondencia, Santiago Vidaurri-Pedro Hinojosa, 1855-1864 (Archivo General de Nuevo León, 2000).
- La guerra México-Estados Unidos: su impacto en Nuevo León, 1835-1848 (Senado de la República, 2003). En coautoría con Jesús Ávila Ávila y César Morado Macías.
- Santiago Vidaurri: la formación de un liderazgo regional desde Monterrey (1809-1867) (Universidad Autónoma de Nuevo León, 2012). En coautoría con Jesús Ávila Ávila y César Morado Macías.